# 雲南姚安地震
雲南姚安地震（うんなんようあんじしん）は2009年7月9日に中華人民共和国雲南省で起きたマグニチュード5.7の地震である。
少なくとも1人が死亡し、重傷者50人以上を含む300人以上が負傷した。

## 地震活動
11時19分27秒（UTC、現地時間19時19分27秒）、北緯25度37分08秒 東経101度05分10秒 / 北緯25.619度 東経101.086度を震源とするマグニチュード5.7の地震が発生した。震源は省都昆明市から200km離れた楚雄イ族自治州姚安県官屯郷であった。震源の深さは10kmであった。7月10日9時2分4秒（UTC、現地時間17時2分4秒）にはマグニチュード5.0の余震が発生している。震源は北緯25度37分37秒 東経100度56分56秒 / 北緯25.627度 東経100.949度であった。合計8回以上の余震が起きている。

## 被害
この地震で10,000棟の家屋が倒壊し、30,000棟以上が損壊した。1人が死亡し、重傷者50人以上を含む300人以上が負傷した。
雲南省当局は4,500張のテントと3,000枚の布団を送った。